# Institut universitaire de technologie de Valenciennes
 (juillet 2016).
Si vous disposez d'ouvrages ou d'articles de référence ou si vous connaissez des sites web de qualité traitant du thème abordé ici, merci de compléter l'article en donnant les références utiles à sa vérifiabilité et en les liant à la section « Notes et références ».
L'Institut universitaire de technologie de Valenciennes créé depuis 1967, est une composante de l'université polytechnique Hauts-de-France (UPHF).

## Présentation
L'Institut universitaire de technologie de Valenciennes est développé en 1964. Par décret du 27 octobre 1967, l'IUT de Valenciennes cesse de fonctionner en tant que département de l'IUT de Lille et prend son indépendance. Durant cette année, l'IUT développe le département de Génie Mécanique et Productique, puis l'année suivante, le département Techniques de Commercialisation.
En 1987, dans les formations proposées, 50 % des diplômés de l'IUT proviennent de l'arrondissement de Valenciennes.
En 2014, l'université polytechnique Hauts-de-France (UPHF) fête ses 50 années de création et édite un document pour relater les évènements en liens avec l'IUT de Valenciennes. En 2017, l'IUT de Valenciennes fête ses 50 années d'existence. Le directeur de l'institut Éric Cartignies déclare « Tous nos enseignements techniques sont possibles à suivre en alternance, en contrat de Professionnalisation, en apprentissage voire en formation continue. Ce choix de cursus n'est pas généralisé dans tous les IUT de France. D'ailleurs, l'IUT de Valenciennes fut le premier en France à lancer des enseignements sous la forme d'apprentissage ».
L'IUT de Valenciennes est dirigé depuis le 1er juillet 2020 pour un mandat de cinq ans par Isabelle Massa-Turpin ; cette dernière ayant déjà été responsable durant deux mandats de trois ans dans les départements Techniques de commercialisation de l'IUT,, et administratrice provisoire de l'IUT depuis janvier 2020.
L'IUT compte environ 2 450 étudiants en 2019. 
L'IUT est situé à Valenciennes, Cambrai et Maubeuge.

## Classement
En 2022, l'établissement est classé 81e du classement complet réalisé par Thotis.